# Noorderkerk (Rijssen)
De Noorderkerk is een kerkgebouw van de Gereformeerde Gemeenten aan de Molenstalweg in Rijssen, in 1954 gebouwd naar een ontwerp van architect A.F. Fresen te Wageningen. Bij de bouw had de kerk 2.400 zitplaatsen en was het de grootste protestantse kerk van Europa, gemeten naar het aantal zitplaatsen. De bakstenen zaalkerk is traditioneel gebouwd, met een hoge toren, hoge raampartijen en een centrale opstelling van de kansel. 

## Geschiedenis
Omdat de vorige kerk, de Walkerk in de jaren 40 te klein was geworden tijdens de bediening van ds. W.C. Lamain ging de kerkenraad op zoek naar een oplossing. De Walkerk had 1.000 zitplaatsen, maar zondag aan zondag zaten er meer dan 1.500 personen. In 1950 gingen de leden akkoord met de bouw van een nieuwe kerk. Als architect werd A.F. Fresen uit Wageningen aangetrokken. Deze kreeg de opdracht 'een kerk te ontwerpen en geen mensenpakhuis'. Tijdens de ledenvergadering van 25 maart 1950 lichtte de architect zijn plannen toe en liet een maquette zien van een nieuwe kerk. Het gebouw viel te duur uit en er werd besloten de toren te schrappen. Voor de gemeenteraad van de stad was het schrappen van de toren echter onbespreekbaar. Het werk werd aanbesteed in januari 1953 en gegund voor een bedrag van f 358.800,- aan aannemingsbedrijf G. Keijzer te Zutphen. Tijdens de bouw kwam de aannemer in financiële problemen. Bouwbedrijf Roelofs en Haasse uit Rijssen namen de bouw over. Op zaterdag 11 juli 1953 vond de eerstesteenlegging plaats door ds. P. Honkoop. Het technisch lastigste onderdeel van de bouw was het maken van een vrije overspanning van 29 meter.
Op 20 mei 1955 werd de Noorderkerk in gebruik genomen. Bij de openingsdienst waren circa 3.200 mensen aanwezig. Met de ingebruikname van de Noorderkerk beschikte de Gereformeerde Gemeente van Rijssen over het grootste protestante kerkgebouw van Nederland. De inhoud van het gebouw bedraagt 13.000 m³. De grootste afstand tot de voorganger bedraagt 34 meter. Het hoogste punt van de galerij ligt op 9,5 meter boven de begane grond. De grote galerij telde 700 zitplaatsen, de twee zijgalerijen in totaal 360 plaatsen. In 1980 is in de 40 meter hoge toren een luidklok aangebracht met het opschrift: Ik werd aangebracht bij het 25-jarig bestaan van de Noorderkerk, behorend tot de Geref. Gemeente van Rijssen, in het jaar 1980. Het aantal plaatsen in de Noorderkerk daalde als gevolg van een grootschalige renovatie begin jaren 90 tot 1.970 zitplaatsen. Dat was mogelijk geworden door de bouw van de bijna even grote Zuiderkerk in 1968.
In 2006 onderging de Noorderkerk nogmaals een verbouwing. Het gebouw kreeg onder andere een nieuwe multifunctionele ruimte en nieuw sanitair. Onder de kerk werd een kelder aangebracht om fietsen te stallen.

## Het orgel
Het nieuwe van-Eeken orgel is op 10 december 2004 in gebruik genomen
Tijdens de bouw van het orgel heeft Henk van Eeken de dispositie uitgebreid met een Cornet 2' op het Pedaal en de Mixtuur op het Pedaal met een tertskoor vergroot tot Ruispijp 5 sterk. 
De uiteindelijke dispositie is als volgt :
| Hoofdwerk C-f’’’ |                    |
| Prestant         | 16' discant dubbel |
| Octaaf           | 8´ discant dubbel  |
| Viola di Gamba   | 8'                 |
| Roerfluit        | 8'                 |
| Quintadena       | 8'                 |
| Octaaf           | 4'                 |
| Quint            | 3' discant dubbel  |
| Gemshoorn        | 2'                 |
| Mixtuur          | 4-6-8 sterk        |
| Trompet          | 16'                |
| Trompet          | 8'                 |
| Vox Humana       | 8'                 |

| Rugwerk C-f’’’ |                   |
| Prestant       | 8' discant dubbel |
| Cornet         | 4´ sterk, discant |
| Holpijp        | 8'                |
| Octaaf         | 4'                |
| Roerfluit      | 4'                |
| Quint          | 3' discant dubbel |
| Superoctaaf    | 2'                |
| Tartiaan       | 2 sterk           |
| Mixtuur        | 3-4-5-6 sterk     |
| Fagot          | 16'               |
| Trompet        | 8'                |

| Pedaal C-d’ |         |
| Prestant    | 16'     |
| Roerquint   | 12´     |
| Octaaf      | 8'      |
| Octaaf      | 4'      |
| Ruispijp    | 5 sterk |
| Bazuin      | 16'     |
| Trompet     | 8'      |
| Trompet     | 4'      |
| Cornet      | 2'      |

| Koppelingen        |
| Hoofdwerk- Rugwerk |
| Pedaal - Hoofdwerk |

| Speelhulpen            |
| Tremulant gehele orgel |
| Tremulant rugwerk      |

Temperatuur: Kellner-Bach.
Toonhoogte: a' is 440 hertz bij 19 °Celsius.
Drie spaanbalgen.
Winddruk: 89 mm waterkolom.